# Stor-Hundtjärnen, Ångermanland
Stor-Hundtjärnen är en sjö i Sollefteå kommun i Ångermanland och ingår i Ångermanälvens huvudavrinningsområde. Sjön har en area på 0,125 kvadratkilometer och ligger 254,2 meter över havet. Sjön avvattnas av vattendraget Spannån. Stor-Hundtjärnen går utmärkt att köra skidor på eller skoter på Vintern.  

## Delavrinningsområde
Stor-Hundtjärnen ingår i det delavrinningsområde (700247-157151) som SMHI kallar för Inloppet i Öster-Spannsjön. Medelhöjden är 250 meter över havet och ytan är 24,77 kvadratkilometer. Det finns inga avrinningsområden uppströms utan avrinningsområdet är högsta punkten. Spannån som avvattnar avrinningsområdet har biflödesordning 3, vilket innebär att vattnet flödar genom totalt 3 vattendrag innan det når havet efter 44 kilometer. Avrinningsområdet består mestadels av skog (84 procent). Avrinningsområdet har 0,61 kvadratkilometer vattenytor vilket ger det en sjöprocent på 2,5 procent.